# Oskar Kraska McKone
Oskar Kraska McKone (* 10. Juli 2000) ist ein deutscher ehemaliger Fernsehdarsteller.
Oskar Kraska McKone, der in seiner Jugend in London aufwuchs und später in Weimar lebte, stammt aus einer künstlerischen britisch-deutschen Familie. Seine Mutter arbeitete als Schneiderin am Nationaltheater Weimar, seine Großeltern mütterlicherseits waren als Maskenbildnerin bzw. als Bühnenbildner tätig. Die Sängerin und Schauspielerin Vivienne McKone ist seine Tante. 2008 kam er mit seiner Familie nach Deutschland.
Oskar Kraska McKone, der sich aufgrund einer Zeitungsannonce, bei dem Kinder für die deutsche Fernsehserie Schloss Einstein gesucht wurden, beworben hatte, kam über ein aus mehreren Runden bestehendes Auswahlverfahren in den Hauptcast von Schloss Einstein. Von der 16. Staffel bis zur 18. Staffel übernahm er von Folge 741 (Januar 2013) bis zur Folge 843 (Juni 2015) die Rolle des Schülers Raphael Nägli und spielte eine der Serienhauptrollen. Seine Rollenfigur Raphael Nägli erlebt auf dem Internat verschiedene Abenteuer, nutzt sein großes Verkaufstalent zu Gunsten der Schülerfirma und findet seine erste große Liebe Daphne (Johna Fontaine).
Anfang 2015 stieg er auf eigenen Wunsch aus der Serie aus, um sich wieder verstärkt seiner Schullaufbahn zu widmen. Kraska McKone besuchte die Thuringia International School Weimar, wo er 2018 sein Abitur ablegte. Seit 2019 studiert er Informatik/Computer Science und Medienkunst im Verbundstudium (Duales Studium).

## Filmografie
- 2013–2015: Schloss Einstein
- 2021: Schloss Einstein (Gastauftritte, zwei Folgen)